# 一ノ瀬雅彦
一ノ瀬 雅彦（いちのせ まさひこ、10月5日 - ）は、日本の男性声優。アミューズメントメディア総合学院声優学科卒業。千葉県出身。
かつてはカレイドスコープに所属していたが、2022年時点で所属が確認できなくなっており、現在はフリーで活動を継続。

## 出演
太字はメインキャラクター。

### テレビアニメ
- かみちゅ!（男子生徒 他）

### ゲーム
- THE 地球防衛軍2 SIMPLE2000シリーズ Vol.81（2005年、EDF兵 他）
- 神曲奏界ポリフォニカ AFTER SCHOOL（2009年、トワミ・ファーレン）
- モンスターストライク（2018年 - 2021年、ムソルグスキー[1]、カルナ[2]）
- スサノオ〜日本神話RPG〜（2021年、スサノオ[3]）
- 共闘ことばRPG コトダマン（2022年、カルナ）

### 吹き替え
2009年
- トランスモーファー リターンズ（バリスタ 他）

2010年
- MAXヒート（アルトゥーロ / 解説者 他、2010年1月8日）
- ザ・エッグ 〜ロマノフの秘宝を狙え〜
- 幸せはシャンソニア劇場から（ラジオ男（〈ピエール・リシャール〉）、マックス 他）
- 特捜刑事 スパルタン（ダヴィオ、ゴスラー 他）
- ボーダー

2013年
- 17歳のエンディングノート（パパ〈パディ・コンシダイン〉）

### ラジオドラマ
- TANTRA Kathana4（マーラ）

### その他コンテンツ
- 実写映画版「弱虫ペダル」（2020年、声の出演）